# Тетер-Ключ
Тетер-Ключ (баш. Тәтершишмә) — деревня в Караидельском районе Республики Башкортостан Российской Федерации. Входит в состав Подлубовского сельсовета.

## География

### Географическое положение
Расстояние до:
- районного центра (Караидель): 63 км,
- центра сельсовета (Подлубово): 8 км,
- ближайшей ж/д станции (Щучье Озеро): 113 км.

## Население
| 2002 | 2009 | 2010 |
| ---- | ---- | ---- |
| 19   | ↘11  | ↘8   |

Национальный состав
Согласно переписи 2002 года, преобладающая национальность — татары (95 %).